# Il pianeta del tesoro: Battaglia su Procyon
Il pianeta del tesoro: battaglia su Procyon (Treasure Planet: Battle at Procyon) è il videogioco sviluppato dalla Barking Dog Studios e pubblicato dai Disney Interactive Studios tratto dal film Disney Il Pianeta del Tesoro.

## Modalità di gioco

### Apprendistato
Nella sezione riguardante l'apprendistato sarà possibile accedere a due corsi: base e avanzato. Nel primo si possono imparare tutte le manovre di base, il controllo della propria imbarcazione e degli strumenti di bordo e il funzionamento delle armi. Nel secondo è possibile inoltre imparare a controllare le navi della flotta, utilizzare le armi a puntamento speciale, aggancio e attracco. Entrambi i corsi sono sotto il controllo dell'ammiraglio Amelia a bordo della torpediniera della marina RLS Intrepid.

### Campagna
La modalità Campagna si svolge cinque anni dopo la spedizione sul Pianeta del Tesoro. Jim Hawkins, cadetto della marina imperiale, sta per diplomarsi all'accademia navale di sua maestà e nella prima missione svolgerà l'esercitazione finale a bordo della torpediniera RLS Comet insieme ad altre torpediniere e corvette sotto il controllo dell'ammiraglio Amelia a bordo della nave da scorta pesante RLS Lyonesse. Dopo questa prima missione il guardiamarina, poi tenente, capitano e infine comandante Jim Hawkins, con il suo fedele secondo ufficiale il Sig. Onyx, nei primi capitoli svolgerà  delle missioni di ricognizione all'interno dell'impero e sgominerà i pirati, scoprirà il piano malvagio dei Procyoniani e salverà la regina dagli invasori corazzati. Nel corso della storia gli verranno affidate diverse navi al suo comando. Partendo dalla torpediniera RLS Comet verranno aggiunte: la corvetta RLS Endurance, il cutter RLS Superior, la fregata veloce RLS Lightining (solo per due missioni senza il resto della flotta), la fregata RLS St. Roch e la nave da guerra RLS Victory.

### Partita singola/partita a più giocatori
Nella modalità partita singola o multiplayer è possibile scegliere tra mappe storiche, ambientate in un ben determinato periodo della storia delle varie fazioni, o mappe aperte dove è possibile impostare manualmente navi, equipaggi, armi e nemici. Nella modalità multiplayer era possibile giocare su Internet o in LAN, ma dopo qualche anno la Disney Interactive chiuse il server ufficiale. Nel 2009 un gruppo di giocatori Italiani, usando il programma Tunngle, crearono una nuova rete di gioco rendendo di nuovo possibile il gioco su Internet.

## Trama

### Resoconto del conflitto tra Procyon e l'Impero Terran
Era probabilmente inevitabile che i Procyoniani e l'Impero Terran, le due maggiori forze politiche in questo punto della galassia, entrassero in conflitto. La battaglia dell'arcipelago Garn ebbe luogo 75 anni fa, solo pochi mesi dopo il primo contatto tra le guardie di frontiera Procyoniane e i vascelli di Terran mandati in esplorazione. Iniziò quando il capo tribale Rygan tese un'imboscata alla Flotta di colonizzazione di sua maestà, la distrusse e tentò di stabilirsi nell'arcipelago Garn. Tre anni dopo, Rygan sfruttò l'influenza politica derivante dal suo successo per spingere i Procyoniani a invadere la "debole" frontiera di Terran. Inizialmente il brutale assalto delle tribù riunite sotto la sua bandiera ebbe un enorme successo, ma tre anni più tardi la campagna giunse a un punto morto e Rygan fu costretto a ritirarsi, con grandi perdite da entrambe le parti. Purtroppo i mondi indipendenti coinvolti nel conflitto non ne uscirono indenni. Il trattato di Gisane mise finalmente fine alla guerra, stabilendo un territorio neutrale tra i combattenti. A entrambe le parti fu impedito di esercitare influenza politica o militare all'interno della zona cuscinetto. Questa tregua durò 25 anni, fino a quando re Alessandro III decise di sfruttare a suo favore un periodo di continui disordini nel territorio Procyoniano e inviare una flotta punitiva verso i territori neutrali per saccheggiare le vulnerabili isole di Procyon, in nome di non ben definite riparazioni di guerra. Soprannominato il "Re Pazzo", Alessandro guidò la flotta personalmente e si spinse in profondità nel territorio Procyoniano, ma dovette fare i conti con la feroce vendetta degli StarRunner che ben presto contrattaccarono distruggendo la cruciale base Montgomery e tagliando i rifornimenti alla sua flotta, che venne rapidamente sconfitta. 
Il suo posto fu preso da sua sorella, la regina Caterina IV, certamente più sana di mente. Negli ultimi 10 anni tra le due potenze è stato un continuo susseguirsi di guerre e tregue, iniziato da una controversia relativa alla proprietà della corrente di Eterium di McCullough (che i Procyoniani chiamano il Respiro di Ratec). La corrente nasce nel territorio di Terran, ma prosegue nel territorio di Procyon. Essendo un'inestimabile rotta ad alta velocità per il commercio e le comunicazioni, entrambe le parti ne bloccavano e ne limitavano l'utilizzo a loro piacimento. L'attuale giovane regina di Terran, Illysa II, ha dichiarato pubblicamente che, pur detestando le guerre, "La corrente di McCullough è troppo importante per tutte le civiltà perché il suo utilizzo possa essere limitato a una sola potenza". 
Di recente, grazie alla maggiore potenza militare, le navi della marina hanno lentamente respinto le flotte di Procyon fuori dai propri territori, ma le flotte Procyoniane tecnologicamente superiori hanno rapidamente messo in difficoltà la marina arrivando così ad una specie di stallo.
Di fronte allo stallo, il Consolato di Procyon e il Parlamento di Terran si sono di recente accordati per un definitivo trattato di pace, stabilendo che tutte le correnti di Eterium debbano essere considerate territorio neutrale. La Regina ha accolto favorevolmente questo accordo e il fatto che una conferenza di pace abbia prodotto la bozza di un trattato da presentare a entrambi i governi fa ben sperare, ma purtroppo qualcosa di misterioso e mortale si aggira nei territori dei confini Terran distruggendo tutte le navi della marina capitino a tiro.

### L'esercitazione
Jim Hawkins, divenuto guardiamarina della Marina imperiale, si appresta a raggiungere a bordo della torpediniera RLS Comet l'Arcipelago di Montressor, per svolgere insieme ad altri cadetti l'ultima esercitazione ed essere promosso a tenente guidata da Amelia, divenuta ammiraglio, a bordo della sua Nave da scorta pesante RLS Lyonesse; insieme a lui vi è il signor Onyx, suo comandante in seconda e fidato compagno. L'esercitazione coinsiste nello sparare alle tre Fregate veloci della 32ª Flottiglia Incursori di Sua Maestà Vanguard, Lightning e Sovereign. Arrivati vicino alla Nebulosa di Clarke si svolgerà l'ultima prova, ovvero una battaglia navale una volta che le due forze di navi si ritroveranno dall'altro lato della nebulosa. Finita l'esercitazione, Amelia ora ordina di usare veri proiettili contro degli asteroidi, ma all'improvviso le giunge notizia che la lancia RLS Providence sta subendo un assalto dei pirati. Jim si precipita verso le Isole Vittoria dove sconfigge la goletta pirata e porta in salvo la lancia. Durante l'imbarco dei prigionieri Jim scopre che tra i pirati c'è Strozzabolina, un membro del vecchio equipaggio del suo vecchio amico Long John Silver durante la sua avventura sul Pianeta del Tesoro. Prima di ricongiungersi con gli altri prigionieri, Strozzabolina dà a Jim una pietra nera e gli riferisce un messaggioː "Silver dice "attento""; anche Morph, l'esserino metamorfico che Silver regalò a Jim alla fine della loro avventura, gli riferisce lo stesso messaggio trasformandosi in una versione in miniatura del vecchio pirata. Tutto ciò pone a Jim molte domande a cui non riesce, però, a dare risposte.

### Il mistero
L'ammiraglio Amelia dà a Jim il compito di scovare dei pirati che agiscono nei gruppi di isolotti posti intorno all'enorme Isola Zampa di Cane, divenuti noti per la loro inafferrabilità. Dopo una ricognizione su un vecchio accampamento abbandonato, Jim scorge un altro accampamento di pirati che aprono subito il fuoco contro la sua nave. Neutralizzati i cannoni, Jim sbarca per estorcere informazioni al capitano pirataː costui gli rivela che il pirata in questione è il capitano Grange e che sta tenendo una "battuta di caccia" a nord-est. Arrivati sul posto scoprono un razzo-messaggio di SOSː il messaggio è stato inviato dalla goletta civile SS Conventry a causa di un attacco di pirati. Giunti sul posto scoprono la goletta seriamente danneggiata, ma dei pirati neanche l'ombra. Il capitano della goletta riferisce a Jim che i pirati li avevano colti di sorpresa bloccandoli nell'Eterium, ma quando stavano per abbordare la nave si sono inspiegabilmente ritirati. Jim capisce che sapevano della loro presenza, ma nel frattempo decide di scortare la goletta alla cittadina di Norville. Per ringraziarli, il capitano della Coventry gli rivela che un'altra goletta, la Lady J, sta seguendo la rotta settentrionale verso Crescentia. Non passa tempo che Jim scorge un altro razzo-messaggio che è proprio della Lady J; tuttavia, conscio che i pirati dispongono di un qualche tipo di dispositivo per localizzarli oltre il campo visivo, Jim accetta il consiglio del signor Onyx di proseguire la rotta in mezzo a un branco di Orcae Galacticae in modo da ingannare i pirati. Il piano funziona e stavolta è Grange a venire colto di sorpresa mentre sta attaccando la Lady J. Jim e Onyx riescono ad abbordare il vascello pirata proprio mentre Grange sta per gettare nell'Eterium il dispositivo segreto. Recuperatolo, Jim si rende conto che si tratta di una sorta di localizzatore - con un aspetto non dissimile dalla mappa del capitano Nathaniel Flint che aveva trovato all'inizio della sua passata avventura. Portatolo dal suo vecchio mentore, il dottor Doppler, costui gli rivela che il dispositivo è stato costruito dall'antica civiltà che ideò le tecnologie del Pianeta del Tesoro; grazie al suo aiuto, Jim riesce a collegare il dispositivo a qualunque sistema di navigazione.

### La trappola
Grazie ai suoi successi, Jim viene ricompensato con la corvetta RLS Endurance e gli viene assegnato l'incarico di scortare i pirati prigionieri dalla base Montgomery verso Crescentia. Purtroppo, durante il tragitto, le due navi vengono investite da una tempesta solare che li fa finire nell'Anello di asteroidi Ringo, adiacente alla Corrente McCullough, seriamente danneggiate. Con il rischio di trovare pirati nelle vicinanze, il signor Onyx suggerisce di nascondersi tra gli asteroidi. Tuttavia vengono scoperti da una piccola flotta pirata. Eliminate le navi più piccole, Jim scorge tra le altre un gigantesco vascello, deducendo che sia la loro ammiraglia. Vedendola, Morph comincia a stridere e Jim pensa che quella sia la nave di Silver, ma non ha il tempo di scoprire questo mistero perché le riparazioni sono state effettuate e ora devono fuggire. I pirati, però, sono anche davanti a loro, proprio vicino all'avamposto Port Ivy, ma Jim riesce a superarli e a trovare rifugio nella base della Marina. Interrogando i prigionieri, tuttavia, Jim non sa ancora né il nome del loro comandante né perché le loro incursioni siano aumentate. Inoltre, è stato segnalato ad entrare nel gruppo di navi che andranno alla Frontiera per sconfiggere delle misteriose navi di ferro passando per la Corrente McCullough.

### Missione di salvataggio
Vicino alla Corrente McCullough Jim vede una flotta di navi della Marina Imperiale ferme. Chiedendo il perché non si trovino nella corrente, il loro comandante, il viceammiraglio Nelson, gli spiega che si sono imbattuti nella stessa tempesta solare che Jim e il suo equipaggio hanno incontrato precedentemente, e che alcune navi sono state sparpagliate nel settore. Convinto dal signor Onyx, in quanto la vita degli uomini è più importante della gloria in guerra, Jim decide di usare il loro localizzatore per trovare e recuperare gli equipaggi dispersi; in merito a ciò, il viceammiraglio Nelson lo insigna del grado di capitano e gli lascia da scorta la fregata Defiance, la lancia Nightingale e la torpediniera Sleekshot. Nel settore, Jim salva la corvetta Yorkshire dall'essersi spiaggiata sull'Isola della Corona, la lancia Bachanalia da alcuni pirati nei pressi della Frontiera Calaniana, il cutter Swiftsure dalla Nebulosa Crow, la nave da guerra Indomitable e la lancia St. Christopher dal buco nero Vanov, e il cutter Manchester e la fregata Redbout dagli asteroidi intorno allo stesso buco nero. Salvandoli, però, Jim perde la possibilità di usare la Corrente McCullough ormai ritiratasi, e quindi di partecipare alla guerra contro i vascelli di ferro definiti Corazzateː dai rapporti riguardanti i loro scontri, Jim apprende che sono completamente fatte di ferro e sembra che non funzionino a energia solare. I loro stessi equipaggi sono un mistero, anche perché, quando si era riuscito a catturare una corazzata, questa ha innescato un dispositivo di autodistruzione, nascondendo ancora una volta la loro vera natura.

### Nuove domande
Fatto rapporto alla Base Grant, Jim viene a tutti gli effetti considerato capitano dall'ammiraglio del posto, che gli dona anche il cutter RLS Superior, assegnandogli anche di perlustrare il settore iniziando con una missione di rifornimento per l'isola Alamein. Arrivati davanti al porto, Jim e il signor Onyx scorgono dei pescherecci che formano un blocco ma che subito fuggono dopo aver visto le loro bandiere. Sbarcati ad Alamein, il sindaco rivela a Jim che erano pescherecci della vicina isola Alzrand che stanno saccheggiando le loro riserva di pesceluna, impedendo ai loro di prendere il mare. Portato il sindaco sul Superior, Jim si dirige così ad Alzrand dove, dopo aver fatto desistere i pescherecci nel non farlo passare, scopre la situazione dal sindaco Krellː i pirati hanno depredato i loro territori di pesca a sud, spingedoli a nord verso quelli di Alamein, ma che sono stati i pescherecci di Alamein a provocare la situazione attuale ignorando le loro richieste d'aiuto. Per calmare le acque, Jim impone a i due sindaci che le loro flotte potranno usufruire delle zone pescose del nord finché non avrà eliminato i pirati. Superate le Isole Arrowhead, Jim scopre che i pirati hanno una base ben rifornita e armata e difesa da due sole navi. Sconfitti i pirati e disarmatili, Jim nota che nelle loro armi sono presenti laser più potenti del normale, disponibili solo per la Marina di Procyon. Durante la rotta verso le Isole Tabrak scorgono un razzo-messaggio, lanciato dalla RLS Valiant, la nave da scorta per la flotta diplomatica procyoniana. Appena la scorgono, però, la Valiant viene distrutta dai pirati, i quali si dirigono subito verso la flotta diplomatica. Ingaggiando combattimento con loro, Jim nota l'ammiraglia pirata The Argentum, la stessa che aveva intravisto nell'Anello di asteroidi Ringo, e che crede sia la nave di Silver, mentre si sta dileguando. Purtroppo il signor Onyx gli ricorda che prima devono salvare la flotta procyoniana. Una volta distrutte le ultime navi pirata, però, Jim viene fermato dall'ambasciatore procyoniano del PSR Diplomacy, il quale mostra la sua riconoscenza nei suoi confronti, ma gli ricorda anche che senza scorta non possono difendersi a causa del cessate il fuoco per loro nell'Impero. Jim non ha altra scelta che scortare la flotta diplomatica alla Base Grant, dove finalmente incontra di persona i procyoniani, facendo amicizia con l'ambasciatore il quale afferma che dirà alla regina del loro intervento. Prima di abbandonare il Diplomacy, il signor Onyx ha avuto modo di notare che il loro mortaio stellare era scoperto, apparentemente dopo essere appena stato usato, gettando così un interrogativo sui procyoniani. In seguito Jim riceve una missione di perlustrazione su una catena di isole che attraversa l'Impero dove sembrano essere scomparsi dei civili.

### La base pirata
Arrivati alla zona dove è presente l'enorme Buco nero di Durant, Jim scopre che l'area è quasi battuta da molte navi pirata, notando anche dei relitti e credendo che da qualche parte vi sia nascosta una base dei predoni. Dopo molte ricerche riescono finalmente a trovarla, scoprendo che stanno costruendo una flotta da guerra e tengono prigionieri i civili catturati. Pur non avvertendo l'avamposto Regina per paura che i pirati possano trasferire i prigionieri, Jim riesce a coglierli di sorpresa e a liberare i prigionieri i quali si uniscono alla lotta che porta all'espugnazione della base pirata, la quale si rivela un vero e proprio rifugio dove i pirati costruiscono le loro navi da guerra. Inoltre, Jim trova nella sala del capitano, tra le mappe e gli orari di navigazione dei mercantili, un messaggio indirizzato da John Silver il quale allude ad una sorta di "colpaccio".

### Situazione critica
Giunto all'avamposto Regina, Jim viene subito messo al corrente dall'ammiraglio che l'isola Dorlinor è stata colpita da un grande asteroide che ha distrutto quasi tutta la città. Bisogna portare al più presto i medicinali al prezzo di due condizioni: dovranno usare la fregata veloce Lightning, l'unica nave in grado di trasportarli tutti, e superare l'Abisso Calaniano, pieno di isole vulcaniche e infestato dai dragoni, per impiegare metà del tempo. Durante il tragitto scorgono uno strano vascello non identificato, ma non hanno il tempo per indagare. Giunti a Dorlinor, possono subito constatare il danno fatto dall'asteroide quando delle navi pirata si dirigono verso l'isola, certi di riuscire a depredarla a causa dell'accaduto. Benché in inferiorità numerica, Jim riesce a tenerli a bada fino al provvidenziale arrivo dell'ammiraglio Amelia che risolve subito la situazione. Facendole rapporto delle sue precedenti missioni, Jim le racconta di come i pirati abbiano alcune armi di Procyon, e Amelia suggerisce che o le hanno rubate ai procyoniani o sono proprio i procyoniani a venderle, viste le diverse vicissitudini che l'allora capitano aveva avuto con l'armata di Procyon. Quando però Jim le racconta della flotta procyoniana, Amelia ha uno sfogo di rabbia in quanto sospetta che siano stati i procyoniani a distruggere la loro scorta, supposizione avvalorata dalla vera identità dell'ambasciatore procyoniano: egli, infatti, è un ex comandante di guerra della Marina di Procyon, nonché vecchio nemico di Amelia, che lo descrive "come un serpente a sonagli, e che lo vede bene fuoribordo con due palle di cannone ai piedi". Dopo la discussione, a Jim viene affidato il compito di trovare il misterioso vascello incontrato nell'Abisso.

### Incontro ravvicinato
Tornati nell'Abisso Calaniano, Jim e il signor Onyx scoprono che su uno degli isolotti è stata allestita una miniera di pietra nera abbandonata di recente. Ciò lascia supporre che lo strano vascello si trovi nei paraggi, e infatti se lo ritrovano subito davanti. Alle richieste di Jim di identificarsi, lo strano vascello di ferro risponde con i cannoni. Ora Jim non ha dubbi: si tratta di una corazzata che, nonostante le modeste dimensioni, riesce a far vacillare la fregata veloce. Jim decide di dirigersi a Regina, dato che i cannoni dell'avamposto sono più potenti della nave contro la corazzata, che infatti cambia rotta verso la nebulosa Darkshire. La scoperta che una corazzata è arrivata all'interno del territorio dell'Impero sconvolge i presenti di Regina in quanto credono che il loro obbiettivo sia vanificare la firma del trattato di pace con i Procyoniani e ricominciare la guerra. Dopo la sua esperienza, a Jim viene assegnata la fregata RLS St. Roch.

### La base nascosta
Forte nell'avere una fregata, Jim decide di ispezionare i dintorni della nebulosa Darkshire alla ricerca delle corazzate. Proprio dalla nebulosa escono due cacciatorpediniere che però si ritirano prontamente nella nebulosa. Certo che forse non riusciranno a uscirne per la mancante energia dei motori, Jim decide di inseguire le due corazzate fino ad arrivare a un cimitero di navi. Localizzato il relitto di uno StarHammer, Jim decide di usare la poca energia rimasta nella scialuppa di salvataggio per avvicinarvisi. Saliti a bordo del relitto, scoprono che sull'isola lì vicino le corazzate hanno costruito un'enorme base dove estraggono la pietra nera, che hanno imparato a utilizzare come combustibile e così usare la nebulosa come nascondiglio, forti del fatto che tenga alla larga le navi con i suoi effetti. Jim decide di usare le munizioni rimaste del mortaio nova dello StarHammer per colpire la pietra nera, la cui reazione chimica, come riassume il signor Onyx, potrebbe scatenare un'esplosione cento volte più potente di una carica del mortaio stesso. Fortunatamente Jim, grazie alla sua esperienza sulla tavola solare, riesce a cavalcare l'onda d'urto e a portare tutti quanti via dalla nebulosa. In seguito, Jim decide di dirigersi verso i Cantieri di Cydonia, avvicinandosi al luogo della firma del trattato. Tuttavia, un pensiero perseguita Jim: chi può aver aiutato le corazzate a trasportare le materie prime per costruire la loro base all'interno del territorio nemico?

### La verità svelata
Dirigendosi verso i Cantieri di Cydonia, Jim accetta di fare da scorta al gruppo di mercantili Spirit of the Nord, Pride of Crescentia, Spirit of the Ovest e Galatia, proteggendoli da diverse incursioni di pirati. Arrivati vicino alla corrente che li porterà alla frontiera, il convoglio viene attaccato da due corazzate. Riescono a distruggere il cacciatorpediniere, ma la Devastator, una della tipologia di corazzate più grandi, si scontra con lo Spirit of the Nord, distruggendolo ma rimanendo immobile. Jim ritiene che siano rimasti storditi dall'esplosione, occasione unica per catturarla. Una volta abbordata la corazzata, tuttavia, Jim e il signor Onyx scoprono la scioccante verità: l'intera corazzata è piena di Procyoniani e dei loro robot. Scoprono così il vero piano dei Procyoniani, ovvero usare le corazzate per attirare il grosso della flotta della Marina alla frontiera lasciando solo poche navi a difesa del Parlamento con tutta la flotta di Procyon pronta a prendere in ostaggio la Regina. Jim, inoltre, ammette che è stato John Silver ad aiutarli, e semmai lo reincontrerà metterà fine, seppur con rammarico, a questa storia.

### Il vero nemico
Arrivati ai Cantieri di Cydonia, Jim mostra la corazzata catturata all'ammiraglio Hoyt, rivelandogli così la verità. L'ammiraglio per ringraziarlo gli dona la nave da guerra RLS Victory, intimandogli di raggiungere al più presto il Parlamento per sventare la trappola dei Procyoniani. Poco dopo, però, i pirati tendono loro un agguato alle Isole Clarion, e tra di loro c'è anche John Silver che sembra non ricordarsi di Jim e ordina ai suoi uomini di ucciderli tutti. Distrutti i pirati, Silver si dà alla fuga, e Jim decide di stargli alle costole, nonostante il signor Onyx gli ricordi di dirigersi al Parlamento e salvare la Regina. A questo punto Jim è combattuto tra le due scelte, ma decide alla fine di inseguire Silver per potergli estorcere informazioni che possano sventare l'attentato. Tuttavia Silver li semina mandando un galeone vicino al buco nero Occhio di Gatto, e Jim non ha altra scelta che salvarlo. Una volta che il galeone è fuori pericolo riprendono il loro inseguimento, passando attraverso un passaggio della Nebulosa di Shepard fino alla base dei pirati, una vera e propria fortezza con intorno degli asteroidi muniti di cannoni. Una volta oltrepassati, però, scoprono che ci sono due The Argentum nella baia. Sulla seconda ammiraglia c'è Silver, che è felice di rivederlo e gli rivela che quello davanti a lui è un impostore robot creato dai Procyoniani per trasformare bande di pirati in loro servi; nel frattempo il signor Onyx informa che la flotta pirata si sta riorganizzando per l'attacco. Jim è di fronte a un bivio su quale dei due sia il vero Silver, ma seguendo il suo istinto riesce a capirlo e a distruggere il robot insieme al vero Silver, il quale rivela la verità ai pirati accorsi e decide che da quel momento si uniranno alla Marina sotto Hawkins per vendicarsi dei Procyoniani. Jim è finalmente felice di aver ritrovato il suo vecchio amico, e una volta che avranno salvato la Regina gli dirà le sue scuse per aver dubitato della sua fiducia.

### La battaglia finale
Al Parlamento i Procyoniani rivelano i loro piani e attaccano le poche navi della Marina, tra le quali è presente la Lyonesse dell'ammiraglio Amelia. Jim arriva appena in tempo insieme alla sua flotta e a Silver con i suoi pirati, decidendo che ognuno attaccherà su due lati. Tuttavia le navi distrutte erano solo l'avanguardia mentre il grosso della flotta di Procyon si prepara ad attaccare il Parlamento seguita dalle corazzate. Silver decide di fermarle insieme ad Amelia mentre Jim difende il Parlamento. Distrutte le navi Procyoniane, però, arrivano subito a sostituirle le poche corazzate sopravvissute. Jim ordina loro di arrendersi, ma l'ambasciatore, furioso perché i loro piani sono stati rovinati da Hawkins e Silver, decide di speronarli e vendicarsi delle loro sconfitte. Quando Jim teme il peggio, ciò che resta della The Argentum si scaglia contro la corazzata distruggendola in una violenta esplosione. Jim capisce che Silver si è sacrificato per salvarlo e mettere fine alla guerra, dimostrandosi, nonostante fosse un pirata, un uomo coraggioso agli occhi di tutti. Avendo quasi distrutto tutte le loro corazzate, i Procyoniani dichiarano per davvero la pace, Jim e il suo equipaggio vengono insigniti dello StarBust Imperiale mentre Silver viene perdonato dei suoi crimini e dichiarato a sorpresa di tutti Cavaliere dell'Impero. Purtroppo non è stata trovata traccia di lui dopo la collisione, così la Marina dà l'onorificenza in memoria. Dai racconti dell'equipaggio pirata, però, Jim scopre che Silver aveva fatto calare tutti gli uomini sulle scialuppe prima di affrontare la corazzata, convincendosi quindi che il vecchio cyborg se la sia cavata ancora una volta all'ultimo momento e che ora si trovi da qualche parte oltre la frontiera, ad armare un vecchio galeone e a reclutare un nuovo equipaggio. Jim si augura di diventare presto ammiraglio prima che il suo amico pirata si rimetta di nuovo nei guai.